# Ngọc Tụ
Ngọc Tụ là một xã thuộc huyện Đăk Tô, tỉnh Kon Tum, Việt Nam.
Xã Ngọc Tụ có diện tích 47,30 km², dân số năm 2019 là 2.892 người, mật độ dân số đạt 61 người/km².